# Navarrenx
Navarrenx – miejscowość i gmina we Francji, w regionie Nowa Akwitania, w departamencie Pireneje Atlantyckie.
Według danych na rok 1990 gminę zamieszkiwało 1036 osób, a gęstość zaludnienia wynosiła 167 osób/km² (wśród 2290 gmin Akwitanii Navarrenx plasuje się na 415. miejscu pod względem liczby ludności, natomiast pod względem powierzchni na miejscu 1343.).